# Bert Weedon
Herbert Maurice William 'Bert' Weedon (10 de Maio de 1920 – Buckinghamshire, 20 de Abril de 2012) foi um guitarrista inglês, popular e influente nas décadas de 50 e 60. Ele escreveu um tutorial para tocar guitarra ou violão, chamado "Play in a Day", tradução: "Toque em um Dia". Seu livro teve grande influência em muitos músicos em todo mundo, principalmente no Reino Unido. Ele influenciou artistas como Brian May, Jimmy Page, Eric Clapton, Paul McCartney, George Harrison, Pete Townshend, entre outros.